# عجیب

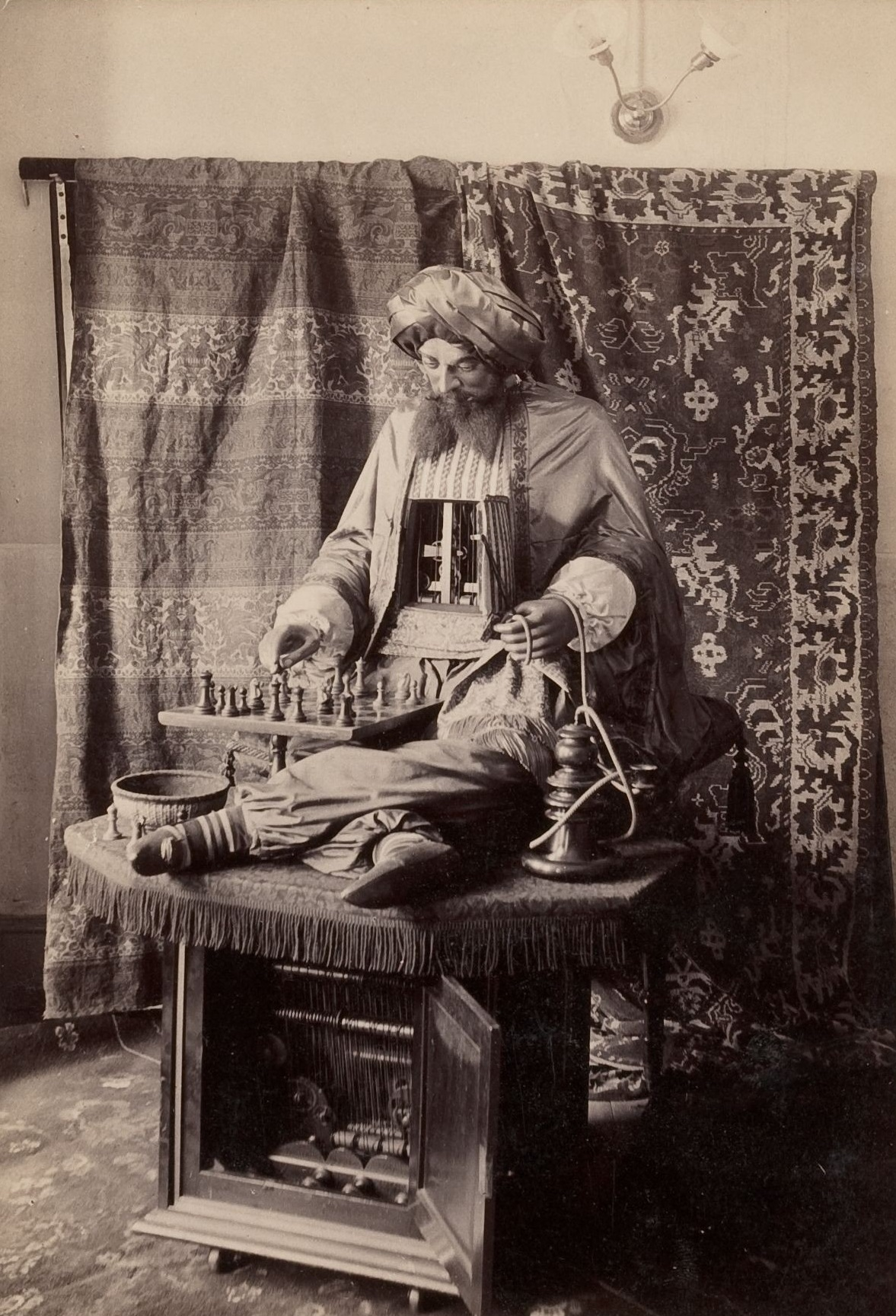
عکسی از عجیب

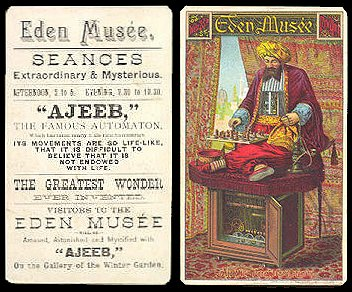
تبلیغی برای عجیب. عجیب از ترک مکانیکی الهام گرفته بود.

عجیب (انگلیسی: Ajeeb). یک ربات شطرنج‌باز بود که در سال ۱۸۶۸ توسط یک کابینت ساز به نام چارلز هوپر ساخته شد. در حقیقت درون این دستگاه دروغین یک شطرنج‌باز حرفه‌ای جاسازی شده بود. مسابقات این دستگاه هزاران نفر را برای تماشا جذب می‌کرد. از افراد مشهوری که با عجیب مسابقه دادند می‌توان به هری هودینی، تئودور روزولت، و او. هنری اشاره کرد. نام این دستگاه از واژه فارسی عجیب که ریشه‌ای عربی دارد گرفته شده بود.
از استاد شطرنج هری نلسون پیلزبری به عنوان یکی از نوابغی که هدایت دستگاه را بر عهده داشت نام برده می‌شود. از لحاظ سیر زمانی این گونه دستگاه‌ها، عجیب پس از ترک مکانیکی و پیش از مفیستو (ربات) قرار داشت.